# Zouérat (departement)
Zouerate är ett departement i Mauretanien.   Det ligger i regionen Tiris Zemmour, i den centrala delen av landet, 600 km nordost om huvudstaden Nouakchott.